# فيكتور هيربيرت تايت
السير فيكتور هيربيرت تايت (بالإنجليزية: "Victor Hubert Tait")‏ جندى وطيار كندى الجنسية. ولد في 8 يوليو 1892 في مدينة ويني بيج، مانيتوبا، وتوفى في 27 نوفمبر 1988.
- حاصل على شهادة البكاريليوس في العلوم من جامعة مانيتوبا.
- عمل أبان الحرب العالمية الأولى مع المهندسين الملكيين الكنديين من 1917 حتى 1945.
- حصل على رتبة الإمبراطورية البريطانية في عام 1983.
- حصل على وسام «أوردر أوف ذا باث» (Order of the Bath) في عام 1943.
- أول قائد للقوات الجوية المصرية، والذي تولى انتقاء الأفراد وتدريبهم وبناء القواعد الجوية واختيار الأسلحة بنفسه.[1][2]

## روابط خارجية
- فيكتور هيربيرت تايت على موقع EliteProspects.com (الإنجليزية)
- فيكتور هيربيرت تايت على موقع Eurohockey.com (الإنجليزية)
- فيكتور هيربيرت تايت على موقع أوليمبيديا (الإنجليزية)